# Eugenio Morel
Felix Eugenio Morel Bogado (1 de janeiro de 1950) é um ex-futebolista paraguaio nascido no Paraguai. Defendeu a seleção paraguaia em 13 jogos, 7 jogos na Copa América de 1979, competição que foi campeão. Foi caracterizado por ser muito habilidoso, rápido, poderoso com pé esquerdo e artilheiro.
Em 1980, Eugenio chegou a jogar com Maradona no Argentinos Juniors.
Ele tinha 46 anos quando parou de jogar futebol profissionalmente. Atuou no Racing da Argentina (1970 a 1973), Libertad do Paraguai (1974 a 1979), San Lorenzo da Argentina (1975 a 1982) e Cerro Porteño do Paraguai. 
Jogou na Seleção do Paraguai e foi artilheiro da Copa América de 1979 com 4 gols, além de campeão com o seu país. O defensor Claudio Morel Rodríguez, outro jogador da Seleção Paraguaia e que também atuou no San Lorenzo, é seu filho.
Em 19 de outubro de 2016, ele foi distinguido com a Medalha de Mérito Domingo Martínez de Irala pela Câmara Municipal da cidade de Assunção, juntamente com seus colegas da seleção paraguaia pelo título de campeão conquistado na Copa América de 1979.

## Títulos
Libertad
- Campeonato Paraguaio: 1976

Paraguai
- Copa América: 1979